# Eriphus lineatocollis
Eriphus lineatocollis är en skalbaggsart som beskrevs av Louis Alexandre Auguste Chevrolat 1862. Eriphus lineatocollis ingår i släktet Eriphus och familjen långhorningar. Inga underarter finns listade i Catalogue of Life.